# Біанріфі Тарміді
Біанріфі Тарміді (нар. 1958) — коморський політик, п'ятнадцятий голова уряду Коморських Островів.

## Політична кар'єра
Після перевороту, здійсненого полковником Азалі Ассумані, голову уряду, Аббаса Джуссуфа, було усунуто від посади, але його наступника призначено не було. Втім у грудні 1999 року Ассумані призначив нового прем'єр-міністра, яким став Біанріфі Тарміді. Його завданням було покращення відносин з іншими державами. Разом із тим, Тарміді реальної влади не мав. У листопаді 2000 року його замінив Гамада Маді.
Трохи згодом він обіймав посаду міністра юстиції в автономному уряді Мохелі. 2016 року балотувався на пост губернатора острова.